# Música nativista
Música nativista é um termo geral usado no estudo da música de Rio Grande do Sul, Santa Catarina e Paraná, para designar um determinado ponto de vista diferente da chamada "música tradicional" no que tange aos diversos gêneros musicais que caracterizam a "música gaúcha" (surgida na cultura popular do Cone Sul - Argentina, Uruguai, parte do Paraguai e no Sul do Brasil), que tem como temas principais o amor pelas tradições presentes no ente folclórico denominado gaúcho: o campo, o cavalo, os valores, a culinária regional e a mulher. A música nativista é construída em cima de um andamento mais lento e intimista, com letras em geral conotativas e metafóricas. Seus maiores representantes foram Teixeirinha, José Mendes, Gildo de Freitas e Berenice Azambuja.

## Música tradicionalista
A música gaúcha de origem tradicionalista parece ter origem na escola literária do parnasianismo, por sua semelhança quando canta coisas da natureza e do ambiente como: a terra, o chão, os costumes, o cavalo - e pela musicalidade, sempre buscando a rima num arranjo muito acertado com as melodias, criando entre letra, música e dramatização, uma dinâmica que rebusca origens e paixões.
O estilo musical gauchesco mostra também origens fortes na música flamenca espanhola, e na música portuguesa. Os campos harmônicos bem arranjados, denotam ritmos bem elaborados e melodias com dois ou mais violões. Com uma formação harmônica/melódica complexa, a música tradicionalista torna-se difícil de ser interpretada em alguns casos, por outros grupos ou músicos que não possuem ligação direta com a cultura gaúcha.
Algumas metáforas e temas são particularmente frequentes na música gaúcha. A primeira delas é o amor pelo Rio Grande do Sul, presente, por exemplo, nas primeiras duas estrofes da música "Obrigado, Patrão Velho", do grupo Os Oliveiras, em que o eu lírico agradece a Deus pelo estado: "Patrão velho, muito obrigado, por este céu azul/ Por esta terra tão linda, pelo Rio Grande do Sul".
Este amor pelo Rio Grande do Sul muitas vezes toma a forma de um amor pelo mundo rural do peão gaúcho, mundo este muitas vezes retratado como em extinção. Isto é muito evidente na premiada música "Desgarrados" (composição de Sérgio Napp e Mario Barbará), em que o eu lírico compara os ex-trabalhadores do campo que se mudaram para a cidade como animais desgarrados de seu rebanho. Ele relata que os "desgarrados" não são felizes e sentem saudade do dia-a-dia do campo: "Sopram ventos desgarrados, carregados de saudade[...]\Cevavam mate,sorriso franco, palheiro aceso\Viraram brasas, contavam causos, polindo esporas,\Geada fria, café bem quente, muito alvoroço"
O segundo tema muito presente é o cavalo (geralmente da raça crioula, mas isso nem sempre fica explícito), que aparece de diversas maneiras; primeiro, como um objeto de admiração e companheiro de trabalho, como na música "O Gaúcho e o cavalo", de "Os Monarcas": "Quem sou eu sem meu cavalo/ O que será dele sem mim".
Em segundo lugar, o cavalo também aparece como uma personificação do próprio gaúcho, como no verso da música "Veterano", de Antônio Augusto Ferreira e Everton dos Anjos Ferreira, em que o eu lírico substitui a palavra "morte" por "inverno", pois os cavalos velhos costumam morrer no inverno, e afirma que ainda estará animado (resfolegante como um cavalo de "ventas abertas" e com o coração "estreleiro" como os cavalos que levantam a cabeça de impaciência): "Quando chegar meu inverno/ que me vem branqueando o cerro/Vai me encontrar de venta aberta/ de coração estreleiro". Outro exemplo importante é a música "Florêncio Guerra", de Luiz Carlos Borges, em que o eu lírico se sente atingido pessoalmente quando seu patrão pede que ele sacrifique seu velho cavalo já sem utilidade para o serviço: "O patrão disse a Florêncio que desse um fim no matungo/ Quem já não serve pra nada não merece andar no mundo/ A frase afundou no peito e o velho não disse nada".

## Festivais tradicionalistas

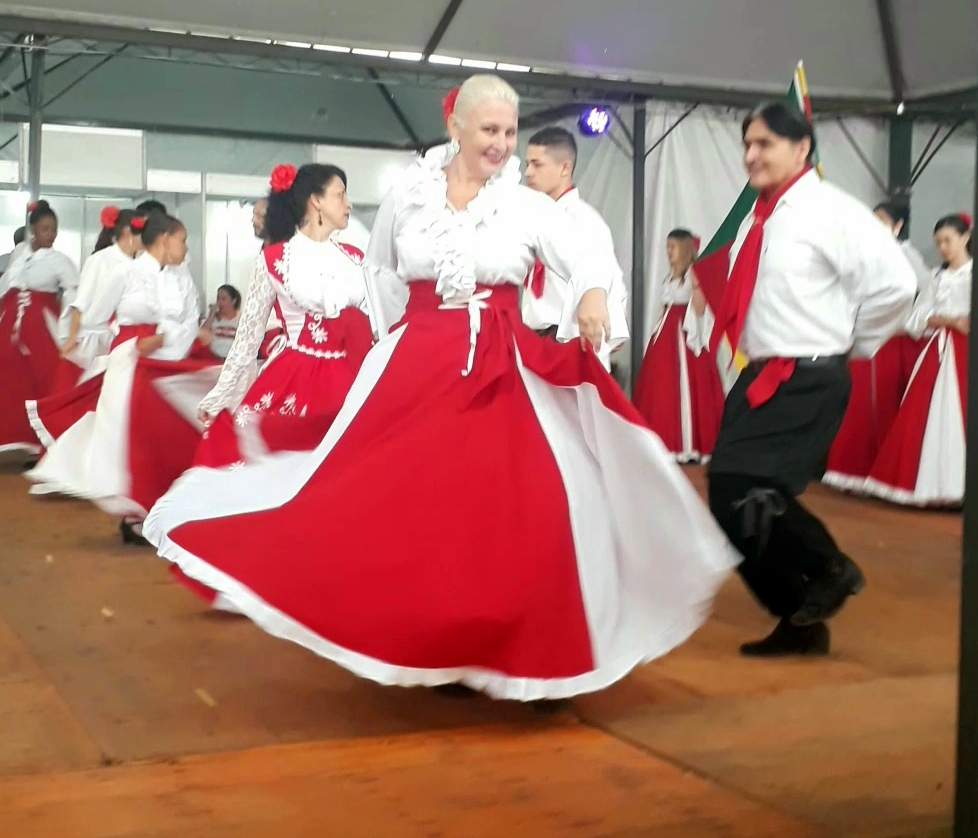
Apresentação de uma Invernada Artística Gaúcha, no Paraná.

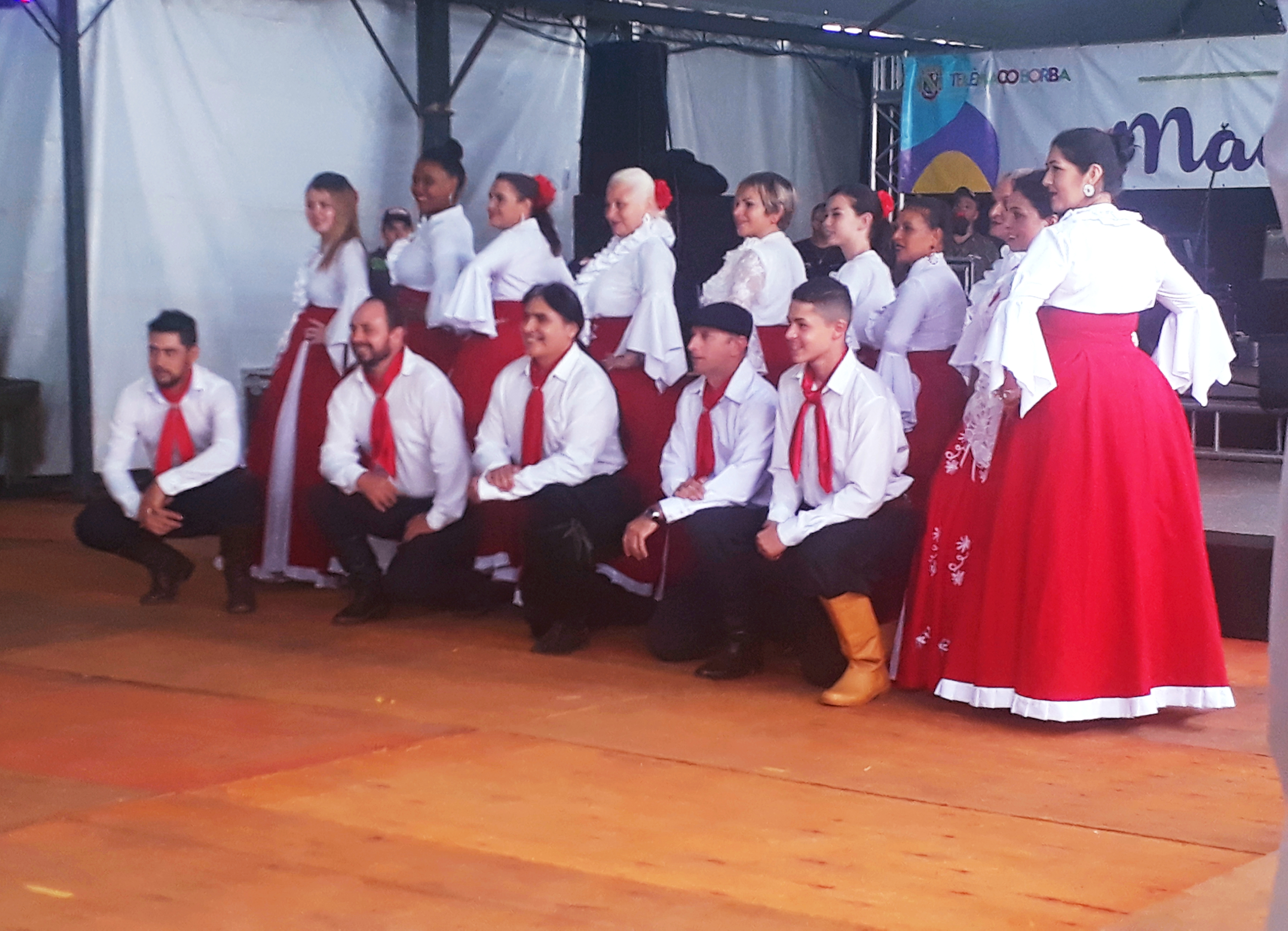
Imagem de uma invernada artística Gaúcha no Paraná.

A partir de 1971 surgiu em Uruguaiana a Califórnia da Canção Nativa, festival considerado a mãe de todos os festivais nativistas, dando origem a festivais de música nativista nos estados de Santa Catarina, Paraná e Rio Grande do Sul.
Após a Califórnia da Canção Nativa surgiram:
- Querência do Bugio, em São Francisco de Assis
- Sentinela da Canção Nativa, em Caçapava do Sul
- Casereada da Canção Nativa, em Caçapava do Sul
- Água da Sanga de Música Crioula, em São Jerônimo
- Escaramuça da Canção Gaudéria, em Triunfo
- Ponche Verde da canção Gaúcha, em Dom Pedrito
- Tertúlia Musical Nativista, em Santa Maria
- Festival da Barranca, em São Borja
- Ronda de São Pedro, em São Pedro do Sul
- Seara da Canção, em 1981, em Carazinho
- Coxilha Nativista, em 1981 Cruz Alta
- Musicanto Sul-americano de Nativismo, em Santa Rosa;
- Canto sem Fronteira, em Bagé
- Tafona da Canção Nativa, em Osório
- Acorde da Canção Nativa, em Camaquã
- Estância da Canção Gaúcha, em São Gabriel
- Semeadura da Canção Nativa, em Tupanciretã
- Sapecada da Canção Nativa, em Lages
- Um Canto para Martín Fierro, em Santana do Livramento
- Carijo da Canção Gaúcha, em Palmeira das Missões
- Encontro Internacional de Chamameceros, em São Luiz Gonzaga
- Cante uma Canção, em Vacaria
- Gauderiada da Canção Gaúcha, em Rosário do Sul
- Comparsa da Canção Gaúcha, em Pinheiro Machado
- Grito do Nativismo Gaúcho, em Jaguari
- Reponte da Canção, em São Lourenço do Sul
- Vigília do Canto Gaúcho de Cachoeira do Sul
- Salamanca da Canção Nativa de Quaraí
- Laçador do Canto Nativo, em Porto Alegre
- Sinuelo da Canção Nativa, em São Sepé
- Canoa do Canto Nativo, em Canoas
- Bicuíra da Canção Nativa, em Rio Grande
- Acampamento da Canção Nativa, em Campo Bom
- Galponeira, em Bagé
- Serra, Campo e Cantiga em Veranópolis
- Ibiamon da Canção em Viamão
- Canto Missioneiro da Música Nativa, em Santo Ângelo
- Estância Da Canção Gaúcha em São Gabriel
- Casilha da Canção Farrapa em Itaqui
- Moenda da Canção, em Santo Antônio da Patrulha
- Encontro da Barranca do Rio Toropi em São Pedro do Sul
- Guianuba da Canção Nativa em Sapucaia do Sul
- Canto dos Cardeais em Canguçu
- Festival da Música Crioula em Santiago

## Ritmos musicais
Entre os principais ritmos de música nativista estão: a milonga, o chamamé, a chamarra, a polca, a vanera (com suas variantes vanerão e vanerinha), o bugio, o rasguido doble e a rancheira.

## Nativismo e tradicionalismo
Apesar de tratar dos mesmos temas que os tradicionalistas, os nativistas discordam destes em alguns pontos. Entre os pontos de maior divergência estão o passado do Rio Grande do Sul, Santa Catarina e Paraná e a influência espanhola dos países vizinhos.
São divergências bastante sutis, mas podem ser percebidas em certas canções, como por exemplo "Sabe, Moço", cantada por Leopoldo Rassier, que fala da tristeza de um soldado que lutou nas guerras históricas dos estados e recebeu cicatrizes em vez de medalhas. É um assunto que dificilmente seria abordado pelos tradicionalistas, que preferem ver glória e heroísmo nas mesmas guerras.
Quanto à influência espanhola, os tradicionalistas têm um certo desprezo por considerar que os espanhóis muitas vezes no passado foram inimigos nas guerras em que os estados se envolveram. Os nativistas, por outro lado, não se envergonham de admitir que muitas características culturais e folclóricas são originárias dos países vizinhos (Argentina e Uruguai), muitos chegam a gravar músicas em espanhol e até se fala em "três pátrias gaúchas" (Argentina, Uruguai e Sul do Brasil).
Outro ponto de divergência entre tradicionalistas e nativistas é a religião. Tradicionalistas na maioria das vezes são católicos fervorosos, enquanto alguns nativistas poucas vezes falam em Deus, e há letras que chegam a falar em Ateísmo (como por exemplo a canção Changueiro De Vida E Lida, cantada por Adair De Freitas, Jari Terres e Luiz Marenco).

## Nativismo e tchê music
Existe um certo atrito entre os artistas nativistas e os representantes da Tchê Music. A principal razão disso é cultural: enquanto os nativistas buscam o retorno às raízes da música gaúcha, os "tchês" buscam modernizá-la, adicionando elementos de ritmos brasileiros de outras regiões do país e até estrangeiros - o que faz com que os nativistas afirmem que a música deles já não é mais tipicamente gaúcha.
As acusações geralmente incluem também, por parte dos nativistas, o fato de os representantes da Tchê Music trabalharem para tornar seu som o mais dançante e comercial possível. Os "tchês", por sua vez, acusam os nativistas e tradicionalistas de tentarem prejudicar seu trabalho, impedindo-os de tocar em CTGs, bailes tradicionais e eventos diversos realizados pelo MTG ou por outras entidades tradicionalistas e/ou nativistas.
Nos últimos tempos, a tchê music perdeu espaço frente o crescimento do forró e sertanejo universitário, e assim os dissidentes da tchê music estão migrando para esses gêneros ou percorrendo um caminho de volta ao nativismo, que por ser um gênero consolidado e de qualidade sempre continuou com força e valorizado no Rio Grande do Sul.
É possível que umas das origens dos atritos mencionados acima é o fato do nativismo gaúcho ainda ser, entre os ritmos musicais regionais brasileiros, o menos conhecido fora de seu estado de origem (o que não acontece com o forró nordestino ou o sertanejo do Sudeste e Centro-Oeste), o que leva jovens músicos gaúchos que buscam fama nacional a migrar para ritmos mais conhecidos nacionalmente. De fato o nativismo gaúcho ainda sofre com pouca divulgação fora do Rio Grande do Sul.